# Jean Dunand
Jean Dunand, född 20 maj 1877, död 7 juni 1942, var en schweizisk-fransk skulptör, konsthantverkare och möbelformgivare.
Jean Dunand arbetade med metall, trä och lack i art déco-stil. Han gjorde lackpaneler och skärmar och blev känd för sina vaser i oädel metall med inläggningar i geometriska mönster av guld, silver och emalj. Han blev även känd för de inredningar han skapade för de franska oceanångarna Atlantique och Normandie på 1930-talet.

### Fotnoter
1. 1 2  Jean Dunand, RKDartists (på engelska), RKDartists-ID: 125648.[källa från Wikidata]
2. ↑  SNAC, SNAC Ark-ID: w6zc8wfx, läs online, läst: 9 oktober 2017.[källa från Wikidata]
3. 1 2 3  SIKART, SIKART-ID: 4024725, läst: 18 juni 2021.[källa från Wikidata]
4. ↑  läs online, www.jean-dunand.org .[källa från Wikidata]
5. ↑  Jules John called Jean Dunand, Benezit Dictionary of Artists (på engelska), Oxford University Press, 2006 och 2011, ISBN 978-0-19-977378-7, Benezit-ID: B00055568.[källa från Wikidata]
6. ↑  Union List of Artist Names, 27 februari 2013, ULAN: 500000939, läs online, läst: 25 oktober 2018.[källa från Wikidata]
7. 1 2  abART, abART person-ID: 121241, läst: 1 april 2021.[källa från Wikidata]
8. ↑  läs online  , läst: 31 oktober 2023.[källa från Wikidata]
9. ↑  Union List of Artist Names, 27 februari 2013, ULAN: 500000939, läs online, läst: 22 maj 2021.[källa från Wikidata]